# Hunting Valley
Hunting Valley è un villaggio degli Stati Uniti d'America, situato nello stato dell'Ohio, diviso tra la contea di Cuyahoga e la contea di Geauga.